# Protection de l'eau
Vous pouvez aider à l'améliorer ou bien discuter des problèmes sur sa page de discussion.
- Certaines informations devraient être mieux reliées aux sources mentionnées dans la bibliographie ou les liens externes. Améliorez sa vérifiabilité en les associant par des références. (Marqué depuis août 2022)
- Il contient une ou plusieurs listes. Le texte gagnerait à être rédigé sous la forme d’un ou plusieurs paragraphes synthétiques, afin d’être plus agréable à lire. (Marqué depuis août 2022)

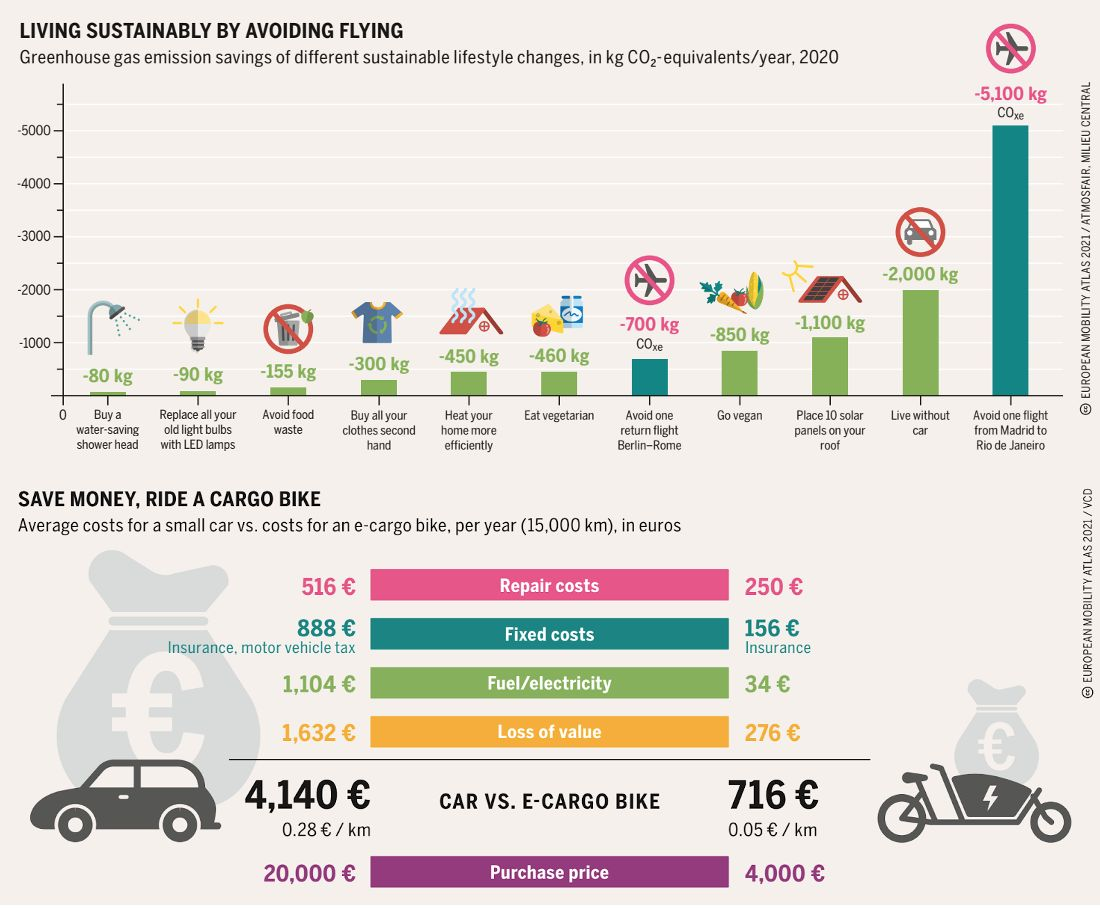
Économies d'émissions de gaz à effet de serre associées à différents changements de mode de vie (en kg équivalent par an). Les équipements qui allègent la consommation d'eau permettent de réduire l'empreinte carbone (liée au captage, au transport de l'eau, à l'entretien des réseaux des eaux usés, etc.).

La protection de l'eau est l'effort humain de garder l'eau.
Il faut garder l'équilibre écologique. Les océans et d'autres eaux sont touchées par la pollution. L'acidification des océans a lieu. Il peut être exclusivement attribué au CO2. Les mers sont surexploitées, la dégradation de l'huile, la croissance du transport maritime et l'énergie sont des problèmes. La protection des espèces contribue à la protection de l'eau. Il faut éviter la sur-fertilisation. L'élimination du dioxyde de carbone dans l'eau de la mer doit être évitée. Mesures pour la fixation du CO2 par la fertilisation sélective des surfaces de mer et augmentation artificielle de la production de biomasse associés doivent être évitées.

## Liste des principales mesures pour la protection des eaux
- Prévention et contrôle des accidents et des incidents, par exemple, en utilisant la rétention d'eau.
- Prévention de la pollution de l'eau en évitant l'utilisation de substances interférantes ou leur rétention à la source.
- Gestion agricole adaptée (prévention de l'érosion, par exemple, l'analyse du fumier et moins d'engrais et l'utilisation de pesticides).
- Mesures pour l'élimination des eaux usées et de purification.
- Élimination appropriée des déchets.
- Observer les aires de conservation des plantes et des animaux au bord du lac/rivière
- Garder propres les banques et les pentes
- Ne pas gaspiller l'eau
- Si possible, utiliser l'eau de pluie
- Utiliser des détergents écologiques et des agents de nettoyage
- Ne pas déverser d'huile ou de graisse dans l'eau
- Les WC ne doivent pas être confondus avec une poubelle, notamment pour ce qui concerne les lingettes[2]